# Tadeusz Sałaciński
Tadeusz Mieczysław Sałaciński (ur. 1 stycznia 1958) – polski inżynier, doktor habilitowany nauk technicznych, profesor nadzwyczajny Politechniki Warszawskiej i innych uczelni, specjalista w zakresie obróbki skrawaniem, narzędzi i metrologii, statystycznego sterowania procesami.

## Życiorys
W 1982 ukończył na Politechnice Warszawskiej studia na kierunku mechanika i budowa maszyn. Tam też na Wydziale Mechanicznym Technologii i Automatyzacji na podstawie napisanej pod kierunkiem Andrzeja Kocia rozprawy pt. Komputerowa metoda optymalizacji nastawiania obrabiarek przy nacinaniu stożkowych kół zębatych o kołowo-łukowej linii zęba otrzymał w 1992 stopień naukowy doktora nauk technicznych dyscyplina mechanika specjalność mechanika teoretyczna. W 2004 na podstawie dorobku naukowego oraz rozprawy pt. Podstawy symulacji kształtowania i współpracy powierzchni zębów przekładni zębatych stożkowych uzyskał na Wydziale Inżynierii Produkcji Politechniki Warszawskiej stopień doktora habilitowanego nauk technicznych dyscyplina budowa i eksploatacja maszyn. Został profesorem nadzwyczajnym Politechniki Warszawskiej w Wydziale Inżynierii Produkcji oraz nauczycieli akademickim w Warszawskiej Szkoły Zarządzania – Szkoły Wyższej i w Wyższej Szkoły Ekologii i Zarządzania w Warszawie.